# Faktor VII

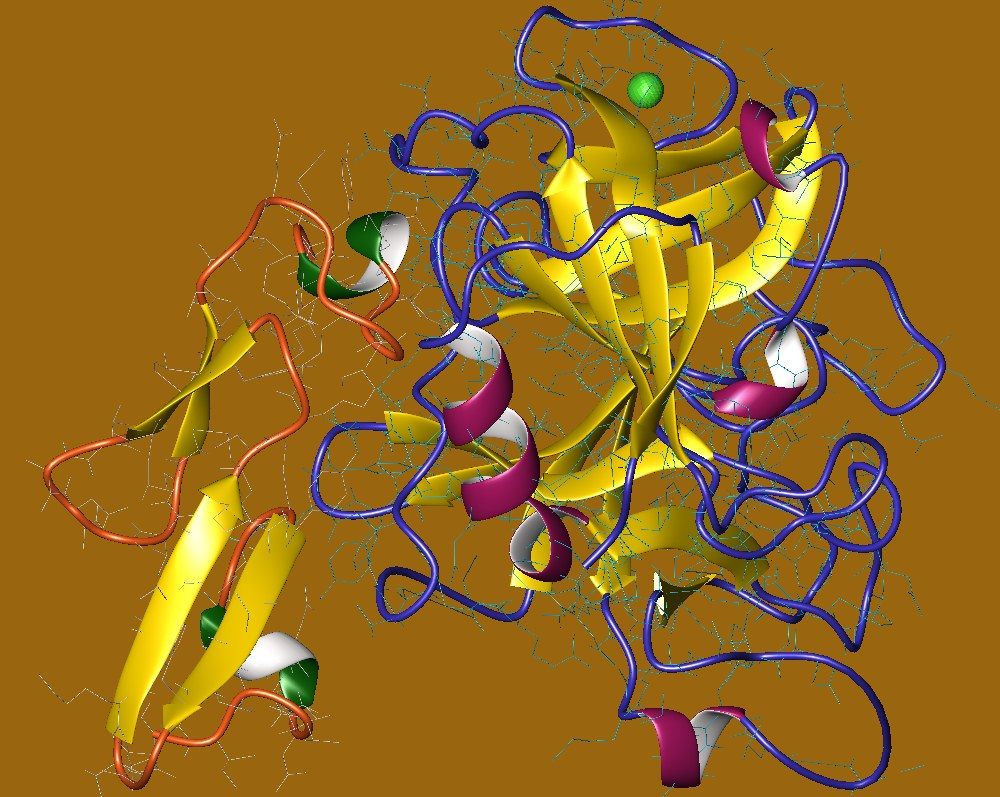
Lidský faktor VIIa

Factor VII (dříve označován jako prokonvertin) je enzym koagulační kaskády. Patří mezi serinové proteázy.

## Fyziologie
Hlavní úlohou faktoru VII (FVII) je zahajovat proces koagulace společně s tkáňovým faktorem (TF).
Tkáňový faktor se nachází mimo krevní cévy – obvykle není v kontaktu s krví. Při poranění cévy se ale faktor dostává do kontaktu s krví a tedy i s cirkulujícím faktorem VII. Po vazbě na TF je FVII aktivován na FVIIa působením různých proteáz, např. trombinem (faktor IIa), faktory Xa, IXa, XIIa a i samotným komplexem FVIIa-TF. Nejdůležitější „substráty“ pro FVIIa-TF jsou faktor X a faktor IX.
Účinek faktoru VIIa je potlačen inhibitorem cesty tkáňového faktoru (TFPI), který se uvolňuje téměř ihned po zahájení koagulace. Faktor VII je závislý na vitamínu K, je syntetizován v játrech. Warfarin nebo podobné antikoagulační přípravky potlačují jeho funkci.

## Genetika
Gen pro faktor VII se nachází na delším raménku chromozomu 13 (13q34).

## Onemocnění
Deficit faktoru je vzácný (dědičný deficit prokonvertinu) a dědí se recesivně. Deficit se projevuje jako krvácivé onemocnění podobné hemofilii. Léčí se rekombinantním faktorem VIIa (NovoSeven).

## Terapeutické použití
Rekombinantní lidský faktor VIIa (NovoSeven, eptacog alfa [activated], ATC code B02BD08) byl zaveden pro léčbu nekontrolovatelného krvácení u hemofilických pacientů (s deficitem faktoru VIII nebo faktoru IX), u kterých se vyvinuly inhibitory proti podávanému koagulačnímu faktoru.
První zpráva o jeho použití v roce 1999 se týkala případu vojáka s nekontrolovatelným krvácením.
Odůvodněním pro použití faktoru při krvácení je skutečnost, že indukuje koagulaci jen na těch místech, kde je také přítomen TF. Přesto O'Connell et al. oznámili zvýšené riziko hluboké žilní trombózy, plicní embolie a infarktu myokardu v souvislosti s podáním rhFVIIa.